# 霍克韦勒
霍克韦勒是德国莱茵兰-普法尔茨州的一个市镇。总面积2.08平方公里，总人口298人，其中男性147人，女性151人（2011年12月31日），人口密度143人/平方公里。